# Louis-Édouard Rioult
Louis-Édouard Rioult (Montdidier, Francia, 1790 - 1855) fue un pintor romántico francés del siglo XIX.

## Biografía
Trabajó en un taller en la rue Saint-Antoine de París frecuentado por Théophile Gautier.

## Obra

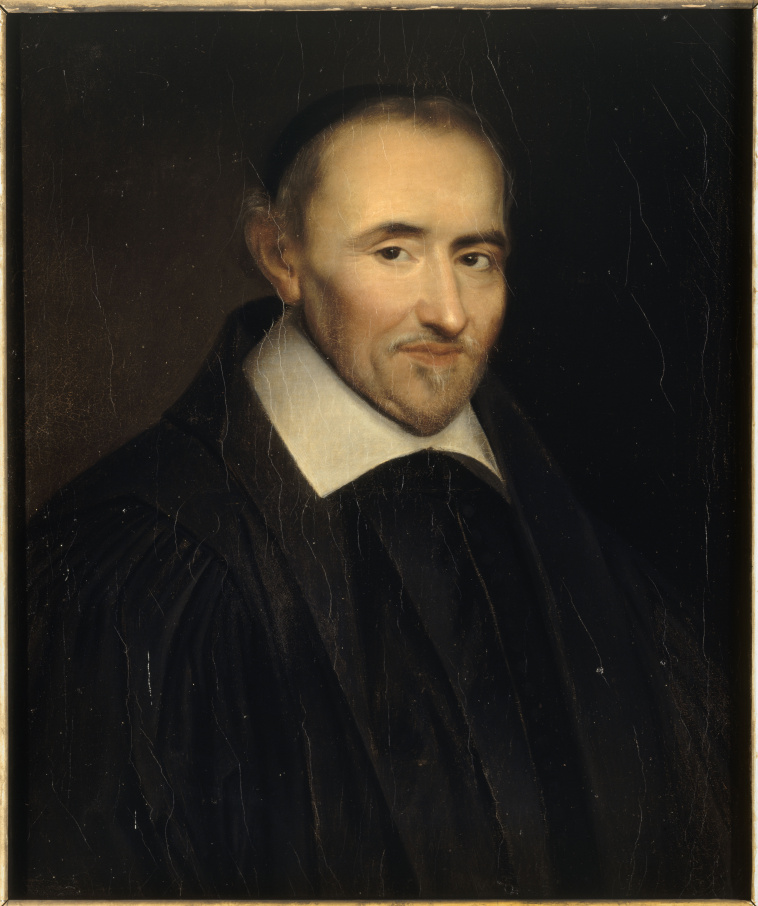
Retrato de Pierre Gassendi.

- Chactas en la tumba de Atala, 1826, ilustra un pasaje de Atala, una novela de François-René de Chateaubriand.
- Bañistas desnudas, 1831.
- Etienne Jacques Joseph Alexandre Mac Donald en uniforme de capitán ayuda de campo en 1792 (1765-1840), Versalles; Musée national du château et des Trianons (1834).
- Roger entregando a Angélica; ilustra un pajase del Orlando furioso de Ariosto.
- Le tête-à-tête dérangé.
- Autorretrato del artista.
- Adelaida Enriqueta de Saboya, duquesa electora de Baviera, (1636-1676), Versalles; Musée national du château et des Trianons.
- Antoine de Richepance, general de división, (1770-1802), París ; Musée de l'armée.
- Armando de Borbón, príncipe de Conti, (1629-1666), Saint-Rémy-lès-Chevreuse; Musée des granges de Port-Royal.
- Batalla de Hastembeck, 26 de julio de 1757, Versalles; Musée national du château et des Trianons.
- Blanca de Castilla, Reina de Francia (1188-1252), Versalles; Musée national du château et des Trianons.
- María Ana de Borbón (1666-1739) (futura princesa de Conti) y Luis de Borbón (1667-1683) su hermano, conde de Vermandois, Versalles; Musée national du château et des Trianons (1839).
- Retrato de María Amelia de Borbón, assise à mi-corps (1782-1866), reina de Francia (1839);
- Retrato de Pierre Gassendi, astrónomo, filósofo, médico y matemático (1592-1655) (1846);
- Retrato de la princesa de Lamballe, María Teresa Luisa de Saboya Carignano (1749-1792)